# باشگاه فوتبال شینیک یاروسلاول
باشگاه فوتبال شینیک یاروسلاول (روسی: Футбольный клуб «Шинник» Ярославль) یک باشگاه فوتبال در شهر یاروسلاول در کشور روسیه است. این باشگاه در لیگ ملی فوتبال روسیه بازی می‌کند. این باشگاه در سال ۱۹۵۷ تأسیس شده‌است. Shinnik Stadium محل برگزاری بازی‌های خانگی این باشگاه است.